# Stazione di Mrtulek
La stazione di Mrtulek (in sloveno Železniško postajališče Mrtulek) era una stazione ferroviaria posta sulla ex linea ferroviaria internazionale Tarvisio-Lubiana. Serviva il comune di Kranjska Gora.

## Storia
La stazione fu inaugurata insieme alla linea il 14 dicembre 1870 e rimase attiva fino al 1º aprile 1966; successivamente la linea è stata convertita in un percorso ciclo-pedonale. Era situata nei boschi all'interno dell'insediamento di Gozd Martuljek.

## Strutture e impianti
La stazione era dotata di un fabbricato viaggiatori e tre binari. Rimane soltanto il fabbricato mentre i binari sono stati smantellati.